# Hendrick Schoock
Hendrick Schoock (gedoopt Utrecht, 4 mei 1630 - aldaar, 24 juni 1707) was een Utrechtse kunstschilder uit de Gouden Eeuw. Van hem zijn alleen bloem- en vruchtenstillevens bekend. Volgens de schilder-biograaf Arnold Houbraken (1660-1719) schilderde hij ook historiewerken. Hij was eind zeventiende eeuw mede-oprichter van de Utrechtse tekenacademie.

## Biografie
Hij werd gedoopt in de Utrechtse Geertekerk en was de zoon van de uit Zaltbommel afkomstige schilder Ghijsbert Schoock (in de literatuur ook Gysbert Schook) en Janneken van Voorst, die bij zijn doop aan de "Nieugraft" woonden. Volgens de Utrechtse kunstbiograaf Christiaan Kramm (1797-1875) was hij de "zesde van zeven zonen". Kunsthistoricus Jo de Meyere veronderstelt dat hij wellicht zijn eerste schilderslessen van zijn vader kreeg. Volgens Houbraken kreeg hij in elk geval schilderslessen van Abraham Bloemaert, Jan Lievens en Jan Davidsz. de Heem. In de plaatselijke archieven komt hij in 1669 voor als "Henderick Schoeck" en is dan busmeester van het Sint-Lucasgilde te Utrecht. Samen met de graveur Jasper Specht is hij in 1686 daarvan deken.
In 1697 richtte hij met de Utrechtse schilder Gerard Hoet de plaatselijke tekenacademie op. De achttiende-eeuwse schilder L.P.G. van der Puyl schreef in 1696 over hen: "Dewelke beide den 6 December 1697. hunne Schoolen met die van de Stad vereenigden, en verkreegen van de Ed. Achtb. Regeerders een Academie of teken-Zaal boven het Hyronumus-School, met Vuur, Licht en Model".

## Galerij
Onderstaande werken worden beschouwd als elkaars pendant. 

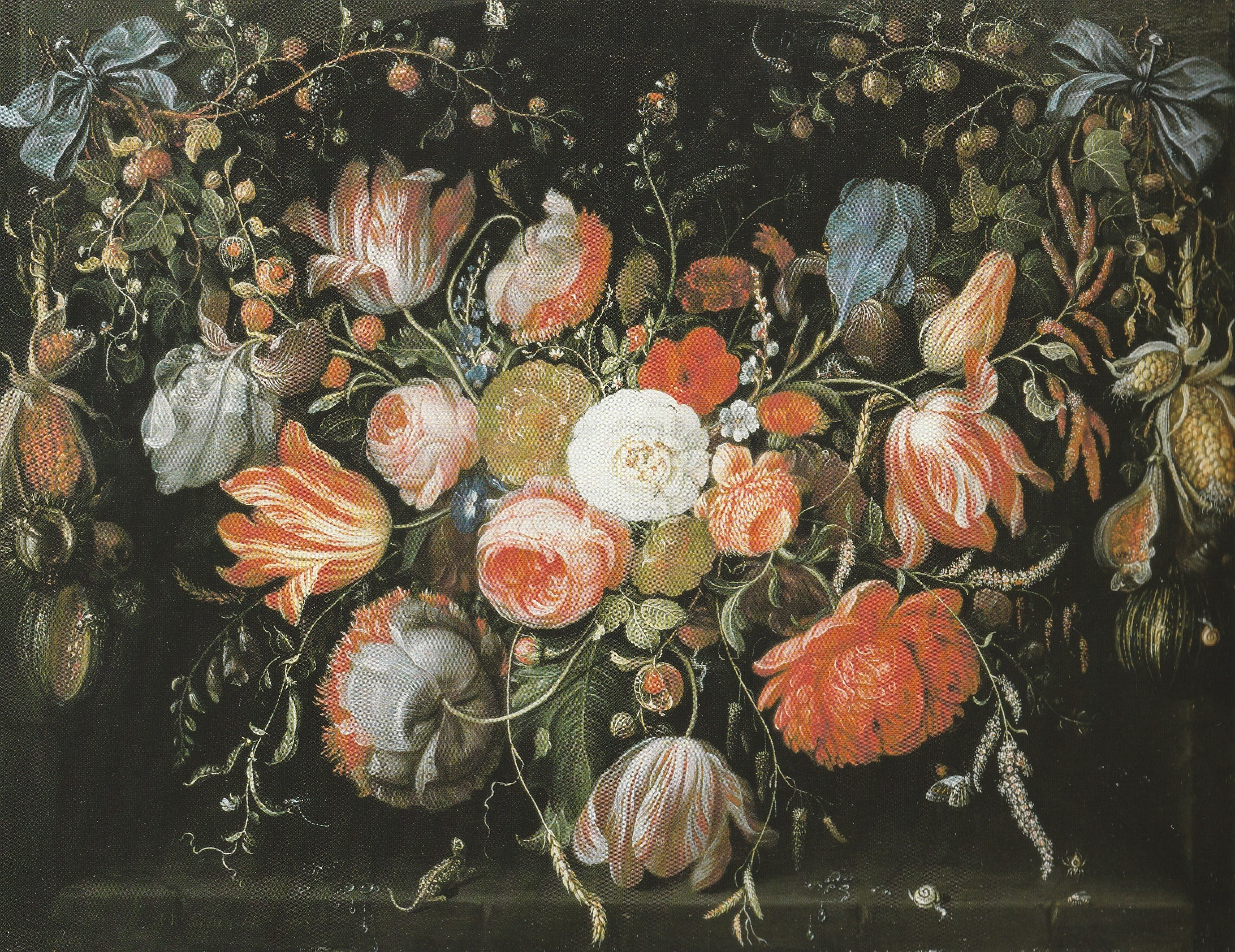
Bloemguirlande, circa 1680, paneel, 22 × 28 cm, Centraal Museum, Utrecht
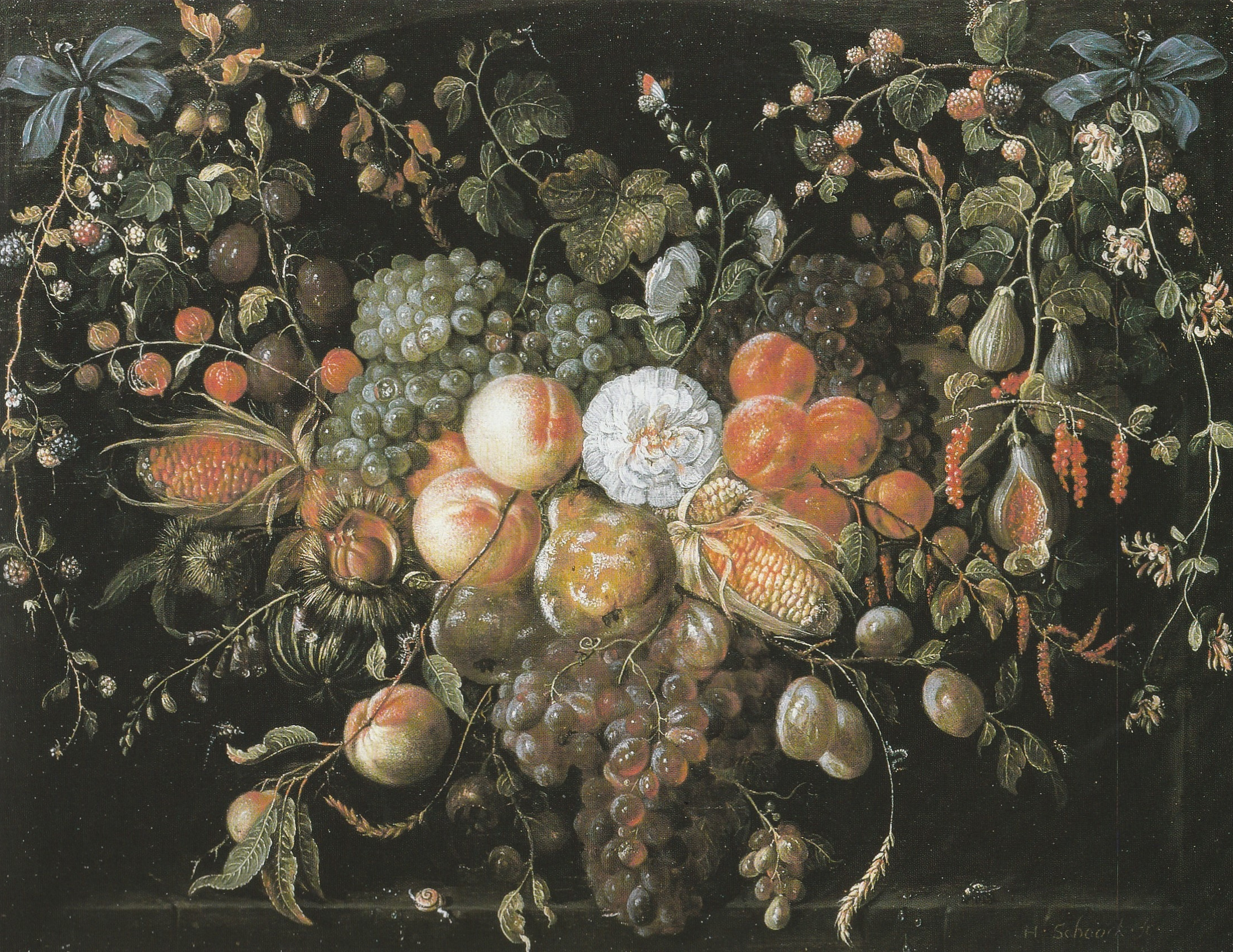
Vruchtguirlande, circa 1680, paneel, 21,5 × 27,5 cm, Centraal Museum, Utrecht

- Biografisch Portaal: 21789371
- Library of Congress Control Number: nr91035287
- RKD-Nederlands Instituut voor Kunstgeschiedenis: 70979
- Union List of Artist Names: 500007710
- Virtual International Authority File: 56468865
- WorldCat: E39PBJfGYXXWpJHXcFmvyj74MP